# Ectropis rosearia
Ectropis rosearia là một loài bướm đêm trong họ Geometridae.